# Jocelyn Sidney (7e comte de Leicester)
Jocelyn Sidney, 7e comte de Leicester (1682 - 7 juillet 1743) est un pair britannique. 

## Biographie
Il est le fils de Robert Sidney et d'Elizabeth Egerton. Il fait ses études à l'University College d'Oxford . En 1734, il est nommé chef portier de la tour de Londres par son frère aîné, John Sidney, puis connétable de la Tour de Londres. Il succède à son frère cette année-là, mais meurt sans descendance légitime en 1743, et les titres de comte de Leicester et de vicomte Lisle s'éteignent. 
La fille illégitime de Jocelyn, Anne Sidney, épouse Henry Streatfeild (en) de Chiddingstone, dans le Kent, le 25 septembre 1752. À la mort de Jocelyn, Henry aurait potentiellement hérité du domaine de Penshurst, mais après de nombreuses disputes juridiques, Henry et Anne ne reçoivent que les revenus des propriétés galloises des Sidney, mais elles étaient encore assez importantes. 